# Тепловий двигун

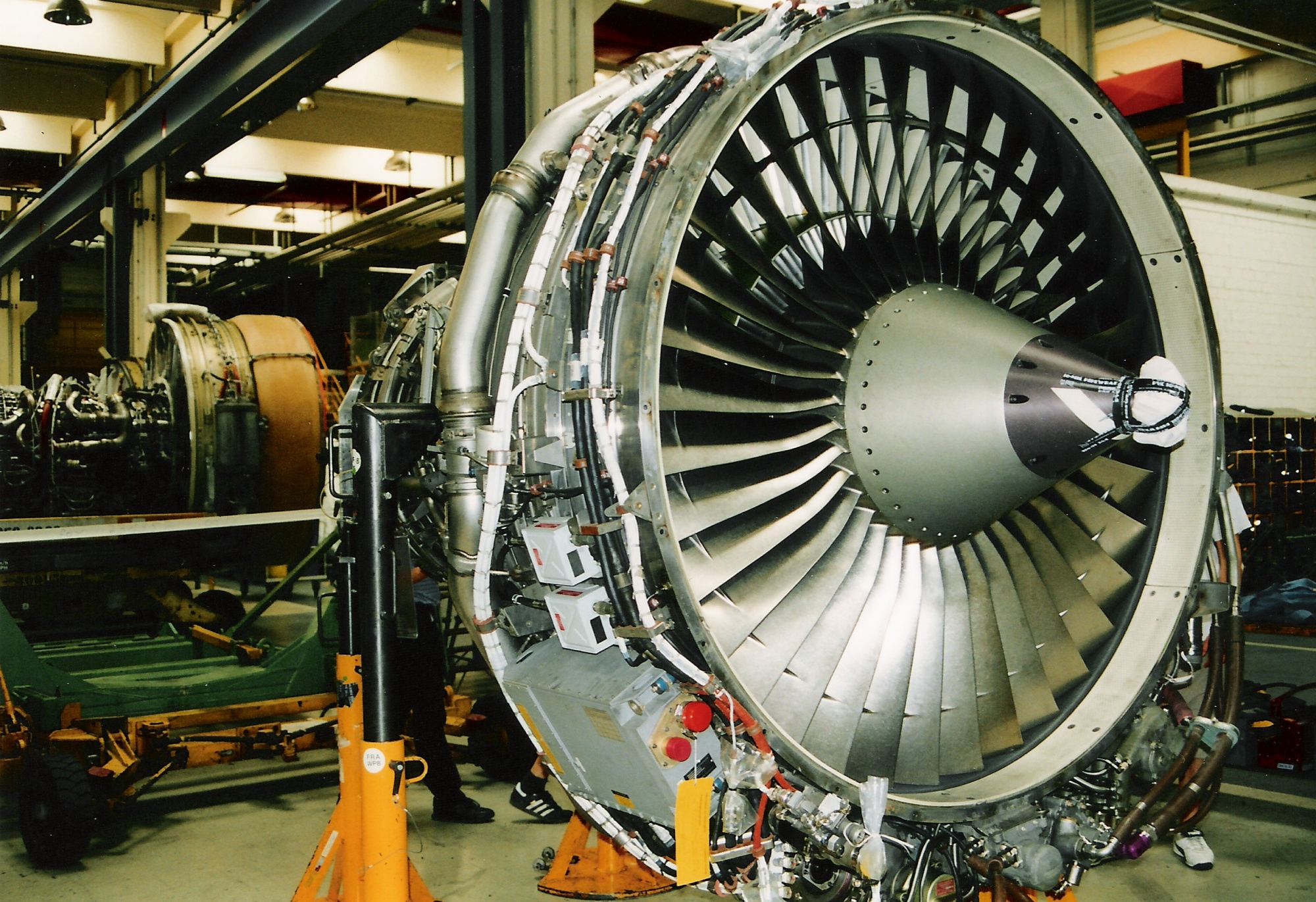
Турбовентиляторний авіаційний двигун

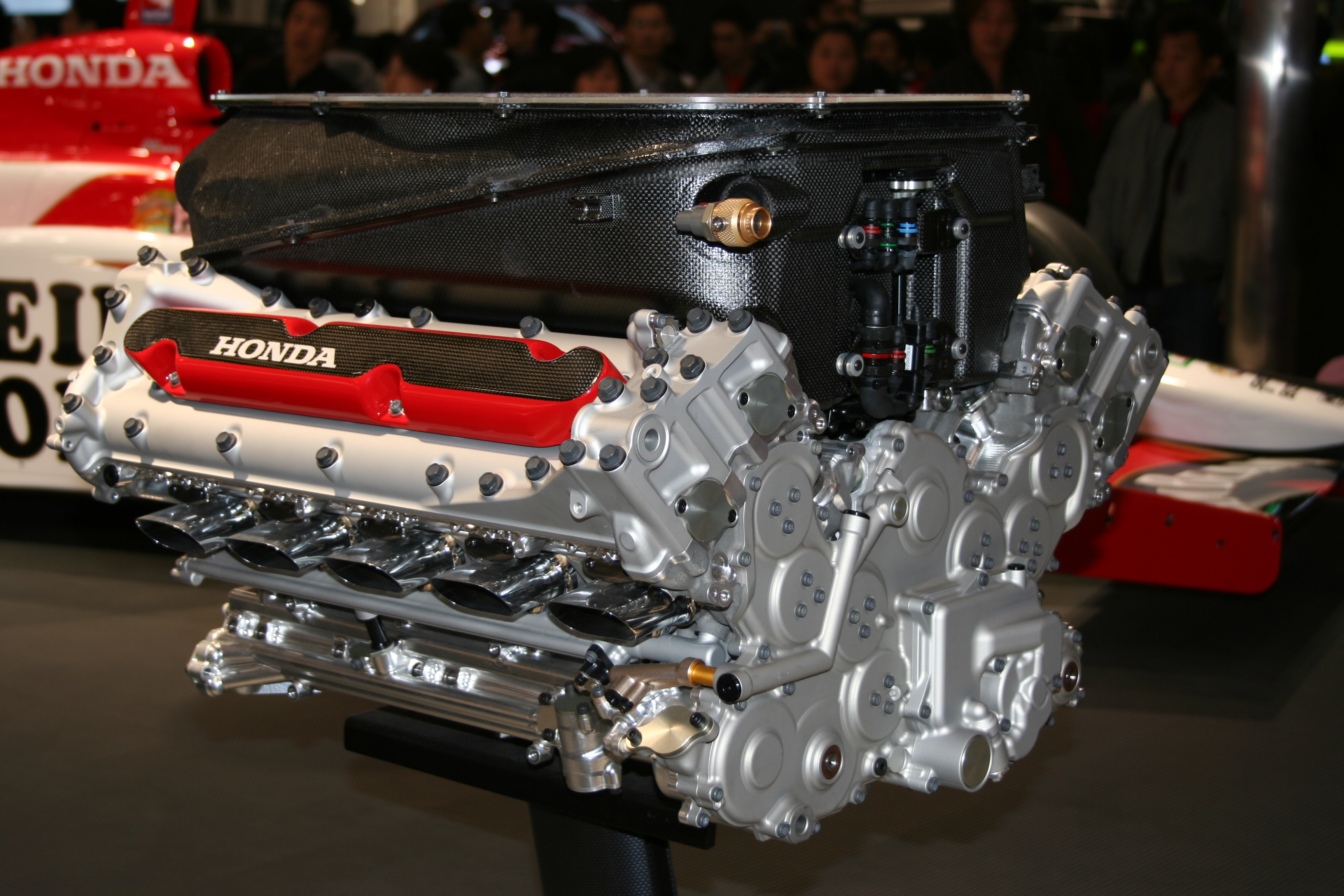
Сучасний автомобільний двигун

Теплови́й двигу́н (англ. heat engine) або теплови́й руші́й — теплова машина для перетворення теплової енергії в механічну роботу. Для виконання двигуном роботи необхідно створити різницю тисків між обома сторонами поршня двигуна чи лопатей турбіни. Процеси, що відбуваються при роботі теплового двигуна описуються законами термодинаміки.

## Зародження і розвиток теплових двигунів
До другої половини XVIII століття люди використовували для потреб виробництва в основному водяні двигуни. Оскільки передавати механічний рух від водяного колеса на великі відстані неможливо, усі фабрики доводилося будувати на берегах рік, що не завжди було зручно. Крім того, для ефективної роботи такого двигуна часто були потрібні дорогі підготовчі роботи. Відповідно першим механічним двигуном, що знайшов широке практичне застосування та дав поштовх розвитку техніки, був тепловий двигун, який перетворював внутрішню енергію водяної пари в механічну роботу.
До кінця XVIII ст. в загальних рисах існували всі основні види теплових двигунів:
- парові машини;
- двигун внутрішнього згоряння (машина Дені Папена);
- парові турбіни Джовані Бранка;
- реактивний двигун (Геронова куля).

Однак ступені досконалості цих машин, а відповідно і застосування, були далеко не однаковими. Якщо парові машини після їх вдосконалення, внесеного Уаттом, мали велике поширення на заводах і фабриках, теплоходах та тепловозах, то парові турбіни, реактивні двигуни були всього лише іграшками, а двигуни внутрішнього згорання існували в проєктах, часто не здійснених.
У середині ХІХ ст. парові машини, як дуже неекономічні (ККД приблизно 15–20 %), почали витіснятися іншими двигунами: паровими та газовими турбінами, двигунами внутрішнього згорання.
Перші практично придатні парові турбіни з'явилися наприкінці ХІХ ст. завдяки зусиллям шведського інженера Густафа де Лаваля та багатьох інших винахідників. Вони працювали за тим же принципом, що і двигун Джованні Бранка. Коефіцієнт корисної дії газових турбін, де працює не водяна пара, а попередньо розжарений газ, досягав 40 %. Паралельно з турбінами були створені й реальні зразки двигунів внутрішнього згорання, ККД яких досягав 45 %. А в 40-х роках ХХ ст. почався бурхливий розвиток реактивних двигунів.
Такий бурхливий розвиток теплових двигунів вимагав обґрунтування і сприяв розвитку наукових досліджень теплових явищ.

## Принцип роботи
Для роботи двигуна обов'язковою є наявність палива. Тепловий двигун може бути реалізованим за наявності нагрівника і холодильника. Основним елементом теплового двигуна є робоче тіло, яке зазвичай є газоподібним. Енергія, яка виділяється під час згорання палива, через теплообмін передається робочому тілу. Робоче тіло при своєму розширенні виконує роботу проти зовнішніх сил і приводить у рух механізм. Для того щоб двигун працював циклічно, робоче тіло стискається, віддаючи теплоту холодильнику (навколишньому середовищу).
Робоче тіло двигуна дістає кількість теплоти {\displaystyle Q_{1}} від нагрівника, виконує роботу А над зовнішніми тілами і передає кількість теплоти {\displaystyle Q_{2}} холодильнику. Робота, яку виконує двигун, дорівнює:
{\displaystyle A=\left|Q_{1}\right|-\left|Q_{2}\right|}.
Коефіцієнт корисної дії (ККД) теплового двигуна розраховується як відношення роботи, яку виконує двигун, до кількості теплоти, отриманої від нагрівника:
{\displaystyle \eta ={\frac {\left|Q_{1}\right|-\left|Q_{2}\right|}{\left|Q_{1}\right|}}=1-{\frac {\left|Q_{2}\right|}{\left|Q_{1}\right|}}}
Частина теплоти при передаванні неминуче втрачається, тому ККД двигуна завжди є меншим за 1. Максимально можливий ККД має Цикл Карно. ККД двигуна Карно залежить лише від абсолютних температур нагрівника({\displaystyle T_{1}}) та холодильника({\displaystyle T_{2}}):
{\displaystyle \eta _{K}={T_{1}-T_{2} \over T_{1}}=1-{T_{2} \over T_{1}}}

### Цикли теплових двигунів
Цикл теплового двигуна є одним з видів термодинамічних циклів за яких відбувається перетворення тепла, що підводиться у механічну роботу. Найвідомішими з таких циклів є:
- цикл Отто
- цикл Дизеля
- цикл Стирлінга
- цикл Карно
- цикл Ленуара

### Типи теплових двигунів

Паровий двигун

Можуть бути різні механізми перетворення теплової енергії у енергію механічну. Виділяють поршневі, турбінні двигуни. У поршневому двигуні відбувається розширення газу, що тисне на поршень, змушуючи його переміщатися. У турбодвигуні розширення газу діє на лопатки колеса турбіни, спричиняючи його обертання. Прикладами поршневих двигунів є парові машини і двигуни внутрішнього згорання (карбюраторні і дизельні). Турбіни двигунів бувають газові (наприклад, в авіаційних турбореактивних двигунах) і парові. Останнім часом набувають поширення теплові двигуни на базі мікротурбін.